# Рассеянный диск
Рассеянный диск — удалённый регион Солнечной системы, слабо заселённый малыми телами, в основном состоящими изо льда. Такие тела называют объектами рассеянного диска (англ. SDO, scattered disc object; общепринятого русскоязычного сокращения нет); они являются подмножеством большого семейства транснептуновых объектов (ТНО). Внутренняя область рассеянного диска частично перекрывается с поясом Койпера, но, по сравнению с ним, внешняя граница диска пролегает гораздо дальше от Солнца и гораздо выше и ниже плоскости эклиптики.

## Формирование
Происхождение рассеянного диска остаётся до сих пор невыясненным, хотя среди астрономов преобладает мнение, что он сформировался, когда объекты пояса Койпера были «рассеяны» за счёт гравитационного взаимодействия с внешними планетами, главным образом Нептуном, приобретя большие эксцентриситеты и наклонения орбит. В то время как пояс Койпера — относительно круглый и плоский «бублик», располагающийся на участке от 30 до 44 а. е. с принадлежащими ему объектами, находящимися на автономных круговых орбитах (кьюбивано) или слегка эллиптических резонансных орбитах (2:3 — плутино, и 1:2), рассеянный диск в сравнении с ним — гораздо более непостоянная среда. Объекты рассеянного диска часто могут, как в случае с Эридой, путешествовать «по вертикали» почти на такие же расстояния, как и «по горизонтали». Моделирование показывает, что орбиты объектов рассеянного диска могут быть блуждающими и нестабильными и что дальнейшая судьба этих объектов — постоянно выбрасываться из середины Солнечной системы в облако Оорта или ещё дальше.
Существует предположение, что кентавры могут быть просто объектами, подобными объектам рассеянного диска, которые были «выброшены» из пояса Койпера не наружу, а внутрь, и сделались «цис-нептуновыми» объектами рассеянного диска.
В самом деле, некоторые объекты, подобные (29981) 1999 TD10, размывают границу между этими двумя семействами, разделёнными орбитой Нептуна, и Центр малых планет (MPC) сейчас относит кентавры и объекты рассеянного диска к одной категории.
Осознавая размывание классификации, некоторые учёные используют термин «рассеянный объект пояса Койпера» как единый термин для обоих типов — кентавров и тел рассеянного диска.
Хотя ТНО 90377 Седна официально относится к SDO по классификации MPC, её первооткрыватель Майкл Браун высказал мнение, что Седну следует скорее отнести к внутренней части облака Оорта, а не к рассеянному диску, поскольку величина её перигелия в 76 а. е. слишком велика, чтобы этот объект испытывал заметное притяжение со стороны внешних планет.
Такое рассуждение ведёт к тому, что отсутствие гравитационного взаимодействия с внешними планетами исключает ТНО из группы объектов рассеянного диска, определяя таким образом внешнюю границу рассеянного диска где-то между Седной и более традиционными SDO, подобными Эриде. Если Седна за пределами рассеянного диска, она не может быть уникальной; (148209) 2000 CR105, который был открыт раньше Седны, также может быть объектом внутренней части облака Оорта или же, что более вероятно, переходным объектом между рассеянным диском и внутренней частью облака Оорта.
Такие объекты, относимые к «обособленным» объектам (detached SDO), имеют орбиты, которые не могли образоваться из-за влияния Нептуна. Вместо этого предлагается большое количество объяснений, включая близкий проход другой звезды или удалённого объекта размера планеты.

## Орбиты

Рассеянный диск и объекты пояса Койпера.

Первым объектом, признанным SDO, был (15874) 1996 TL66, впервые идентифицированный в 1996 году астрономами обсерватории Мауна-Кеа. Первым открытым объектом, в настоящее время классифицируемым как SDO, является (48639) 1995 TL8, обнаруженный Spacewatch.
Диаграмма справа показывает орбиты всех известных объектов рассеянного диска до 100 а. е. вместе с объектами пояса Койпера (показаны серым) и резонансные объекты (зелёные). По горизонтальной оси — размер большой полуоси орбиты. Эксцентриситет орбит представлен отрезками (от перигелия до афелия) с наклонениями, представленными положением отрезка на вертикальной оси).

### Перигелий
Обычно рассеянные объекты характеризуются орбитами со средним и высоким эксцентриситетом, но их перигелий составляет не менее 35 а. е., не испытывая прямого влияния Нептуна (красные отрезки). Плутино (серые отрезки для Плутона и Орка) так же, как резонансные объекты с резонансом 2:5 (зелёные), могут проходить ближе к Нептуну, поскольку их орбиты защищены резонансом. Условие перигелий > 35 а. е. — одна из определяющих характеристик объектов рассеянного диска.

### Экстремалы

Объекты рассеянного диска в сравнении с классическими объектами.

В рассеянном диске экстремальный эксцентриситет и большое наклонение орбит является нормой, а круговые орбиты, наоборот, являются исключением. Некоторые необычные орбиты на рисунке справа отмечены жёлтым пунктиром:
- 1999 TD10 имеет орбиту с экстремальным эксцентриситетом (~0,9), из-за чего его перигелий находится ближе орбиты Сатурна. Учитывая это обстоятельство, объект можно квалифицировать как относящийся к кентаврам.
- 2002 XU93 — объект с наклонением порядка 78° (наибольшим из известных на данный момент в рассеянном диске).
- 2004 XR190 имеет нетипичную, близкую к круговой (короткий жёлтый сегмент) орбиту, однако имеет высокое наклонение.

### Есть ли порядок в хаосе
Резонансные объекты (показаны зелёным) не считаются членами рассеянного диска. Однако меньшие резонансы тоже заселены и компьютерное моделирование показывает, что многие объекты могут быть на самом деле в слабом резонансе с большим порядком (6:11, 4:9, 3:7, 5:12, 3:8, 2:7, 1:4). Цитируя слова одного из исследователей: рассеянный диск может быть не таким и рассеянным.

### Сравнение объектов рассеянного диска и классических объектов
Вставки на диаграмме сравнивают эксцентриситеты и наклонения объектов рассеянного диска и кьюбивано. Каждый маленький закрашенный квадрат отображает количество объектов в процентном отношении в заданном диапазоне эксцентриситетов e и наклонений i. Относительное количество объектов в квадрате представлено картографическими цветами высот (от малого количества, обозначенного зелёными долинами, до коричневых вершин).
Эти две популяции очень сильно различаются: более 30 % всех кьюбивано имеют малое наклонение, близкие к круговым орбиты («пик» в левом нижнем углу) и максимум эксцентриситетов на 0,25. Рассеянные объекты, напротив, как следует из названия, рассеяны. Большинство известной популяции имеют эксцентриситет в диапазоне 0,25—0,55. Два локальных пика соответствуют e в диапазоне 0,25—0,35, наклонению 15—20°, и e в диапазоне 0,5—0,55, низкому i<10° соответственно. Обособленные экстремальные орбиты отображены зелёным.
Не известны объекты рассеянного диска с эксцентриситетом менее 0,3 (за исключением 2004 XR190).
Эксцентриситет в большей мере, чем наклонение орбиты, является отличительным атрибутом семейства объектов рассеянного диска.

### Графики орбит

Проекции орбит

Графики слева в более традиционном виде представляют виды с полюса и эклиптики (спрямлённых) орбит объектов рассеянного диска (чёрные) на фоне кьюбивано (синие) и резонансных (2:5) объектов (зелёные). Как ещё не классифицированные, объекты в диапазоне 50—100 а. е. нарисованы серым.
Жирное синее кольцо является не художественным отображением, а реальными графиками сотен перекрывающихся орбит классических объектов, полностью оправдывая название «пояс» (классические или кьюбивано). Наименьший перигелий, упоминавшийся выше, иллюстрируется красным кругом. В отличие от SDO, резонансные объекты достигают орбиты Нептуна (жёлтая).
На виде со стороны эклиптики, дуги отображают те же наименьший перигелий в 35 а. е. (красный) и орбиту Нептуна (~30 а. е., жёлтая). Как показывает этот вид, само по себе наклонение не позволяет отличить SDO от классических объектов. Вместо этого, эксцентриситет является отличительным атрибутом (длинные отрезки к афелию).

## Обособленные объекты или расширенный рассеянный диск

Распределение рассеянных и обособленных объектов. Заметьте, что расположение на диаграмме представляет большую полуось орбиты (среднее расстояние до Солнца), а не текущее положение объекта. Седна сейчас на самом деле ближе, чем Эрида.

Открытие объектов (148209) 2000 CR105 и 2004 VN112 с перигелием, слишком далёким от Нептуна, чтобы он мог оказывать на них влияние, привело к дискуссии среди астрономов о новом подмножестве малых планет, называемом расширенный рассеянный диск (англ. extended scattered disc, E-SDO).
Впоследствии эти объекты стали называть обособленными объектами (англ. detached objects или distant detached objects, DDO).
Классификация, предложенная командой Deep Ecliptic Survey, вносит формальное разграничение между ближними рассеянными объектами (которые были рассеяны за счёт взаимодействия с Нептуном) и расширенными рассеянными объектами (таких как Седна), используя значение критерия Тиссерана, равное 3.
Диаграмма показывает все хорошо известные рассеянные и обособленные объекты вместе с крупнейшими объектами пояса Койпера для сравнения.
Очень большой эксцентриситет Седны и (87269) 2000 OO67 частично показан красными отрезками, исходящими из перигелия и заканчивающимися в афелии, который находится за пределами рисунка (>900 а. е. и >1060 а. е. соответственно).
Ещё больший афелий у объекта 2006 SQ372 — 2140 а. е.

## Примечательные SDO
| Постоянное наименование | Условное наименование | Абсолютная звёздная величина | Альбедо                   | Экватори- альный диаметр (км) | Большая полуось орбиты (а. е.) | Дата открытия | Первоот- крыватель                             | Способ измерения диаметра |
| ----------------------- | --------------------- | ---------------------------- | ------------------------- | ----------------------------- | ------------------------------ | ------------- | ---------------------------------------------- | ------------------------- |
| Эрида                   | 2003 UB313            | −1,12                        | 0,86 ± 0,07               | 2400 ± 100                    | 67,7                           | 2003          | Майкл Браун, Чедвиг Трухильо и Дэвид Рабиновиц | прямой                    |
| Седна                   | 2003 VB12             | 1,6                          |                           | 1180—1800                     | 525,606                        | 2003          | Майкл Браун, Чедвиг Трухильо и Дэвид Рабиновиц |                           |
|                         | 2004 XR190            | 4,5                          |                           | 500—1000                      | 57,5                           | 2004          | L. Allen                                       |                           |
| 15874                   | 1996 TL66             | 5,4                          | 0,10?                     | ~630                          | 82,9                           | 1996          | D. Jewitt, Джейн Лу и J. Chen                  | термальный                |
| 48639                   | 1995 TL8              | 5,28 и 7,0 (двойной объект)  | 0,09 (предполо- жительно) | ~350 и ~160                   | 52,2                           | 1995          | Spacewatch (A. Gleason)                        | предпола- гаемое альбедо  |